# IC 3746
IC 3746 је галаксија у сазвјежђу Ловачки пси која се налази на листи објеката дубоког неба у Индекс каталогу.
Деклинација објекта је + 37° 49' 26" а ректасцензија 12h 45m 31,8s. Привидна величина (магнитуда) објекта IC 3746 износи 14,8 а фотографска магнитуда 15,8. IC 3746 је још познат и под ознакама CGCG 188-19, NPM1G +38.0264, PGC 43000.